# Untermailling
Untermailling ist ein Gemeindeteil der Gemeinde Bockhorn im Landkreis Erding in Oberbayern. 

## Geografie
Der Weiler liegt sechs Kilometer südöstlich von Bockhorn im tertiären Isar-Inn-Hügelland (Erdinger Holzland) auf der Gemarkung Matzbach. Er besteht aus zwei 700 Meter voneinander entfernten Höfen. 

## Geschichte
In Untermailling gab es einen Galgen, der dem Ort auch den Beinamen „Galgenmailling“ einbrachte. Dieser stand auf Ackerland und die umliegenden Bauern beschwerten sich, dass Schaulustige Ackerland und Felder niedertrampeln.

## Baudenkmäler
In der Liste der Baudenkmäler in Bockhorn (Oberbayern) wird der Wohnteil eines erdgeschossigen Bauernhauses aus dem 18./19. Jahrhundert benannt, mit Schopfwalmdach, profilierten Balkenköpfen und Lichtöffnungen. 

## Verkehr
Die Staatsstraße 2084 läuft durch den Ort.